# Mechelsepoort

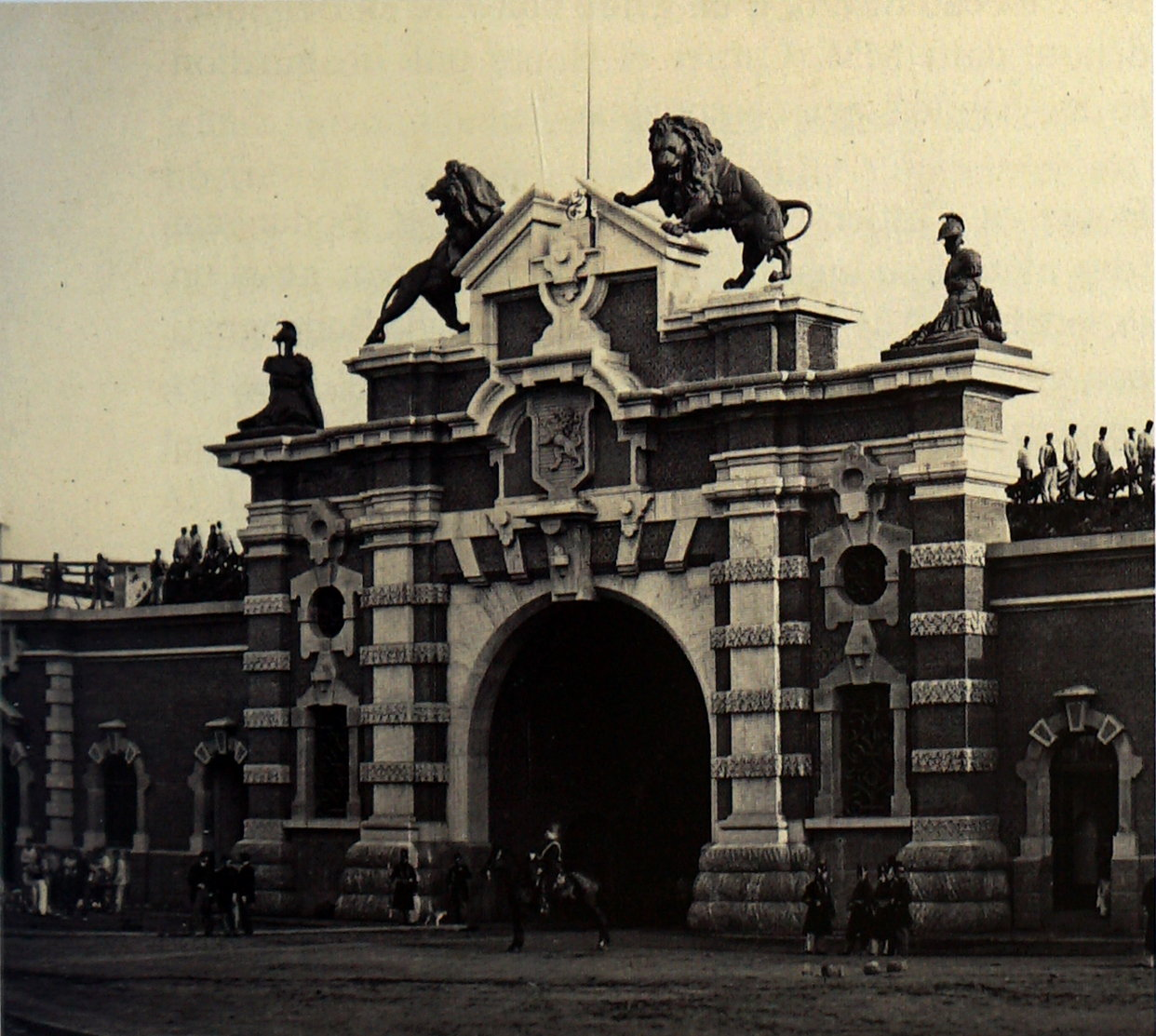
Foto met de leeuwen in verbronst zink van Armand Cattier en Félix Bouré

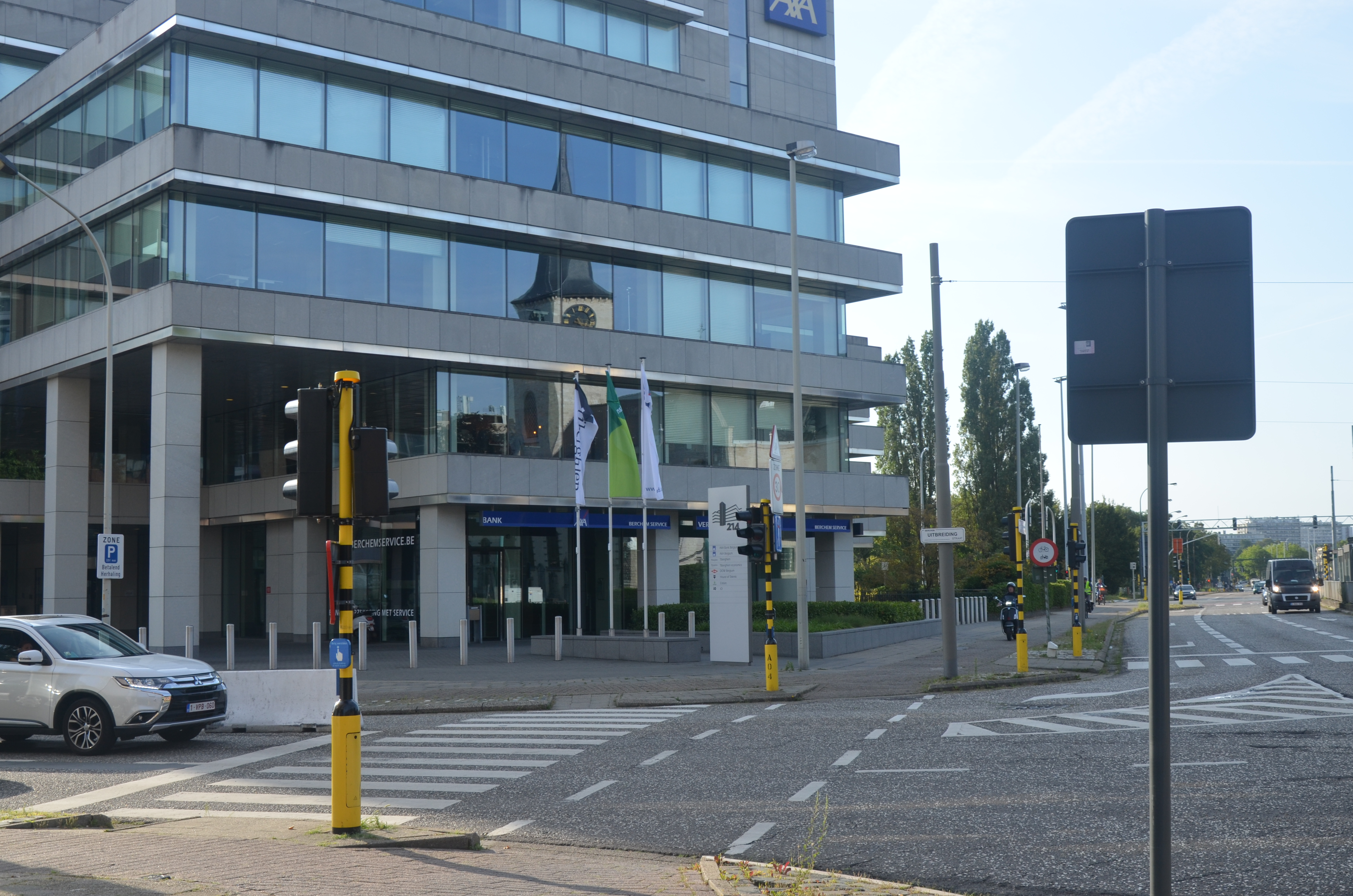
Huidige locatie Mechelsepoort te Berchem-Antwerpen

De Mechelsepoort was een in 1864 door architect Felix Pauwels ontworpen en onder Brialmont gebouwde en in 1970 gesloopte poort in de Stelling van Antwerpen die in Berchem beide delen van de Grotesteenweg binnen en buiten de stadsomwalling met elkaar verbond. Zij vormde in haar neobarokke bouwstijl met de Berchemsepoort een tweelingpoort. Tussen beide poorten lag de naar de hoek van de fronten 8 en 9 genoemde batterij en kazerne 8/9. Ook het huidige kruispunt van de Grotesteenweg met de Binnensingel, een onderdeel van de Singel R10, wordt naar deze poort genoemd. In tegenstelling tot het huidige kruispunt met dezelfde naam lag de vroegere Mechelsepoort niet in het verlengde van de naar Mechelen leidende Grotesteenweg maar meer oostwaarts in het verlengde van de Willem Van Laarstraat (de vroegere Poortstraat) zodat het verkeer van Antwerpen naar Mechelen en omgekeerd hier een omweg moest maken. 
De leeuwen op de poort werden gemodelleerd door de beeldhouwers Armand Cattier en Félix Bouré en uitgevoerd in verbronsd zink door de Brusselse Compagnie des Bronzes. De leeuwen werden tijdens de Duitse bezetting in 1914-1918 geroofd.
Van noord naar zuid met de klok mee: Oosterweelsepoort · Ekersepoort · Bredapoort · Schijnpoort · Turnhoutsepoort · Herentalsepoort · Leopoldpoort · Louisapoort · Borsbeeksepoort · Spoorbaanpoort · Berchemsepoort · Mechelsepoort · Edegemsepoort · Wilrijksepoort · Sint-Laureinspoort · Kielsepoort · Boomsepoort · Spoorwegpoort · Sint-Bernardsepoort · Sint-Michielspoort · Hobokensepoort